# Biblioteca de campaña de Napoleón

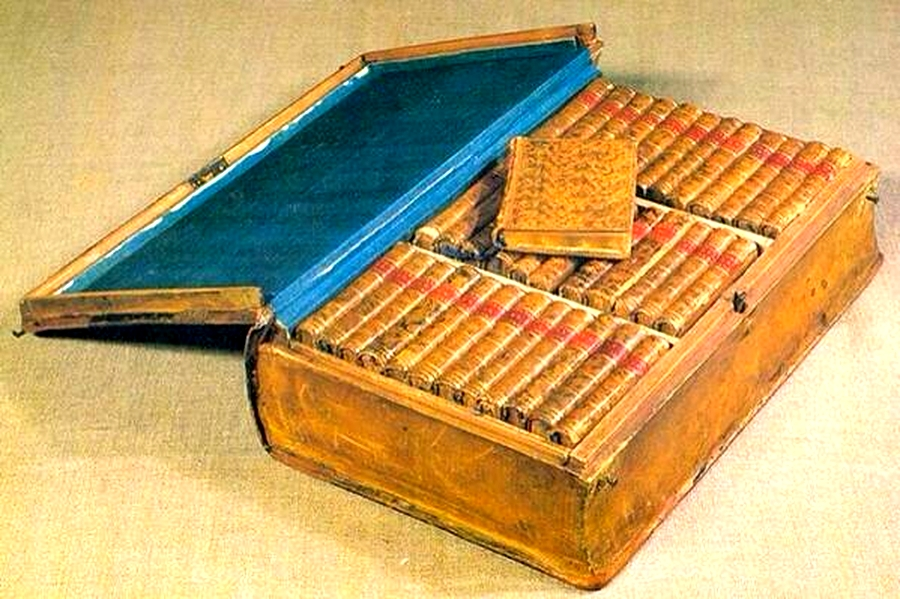
Micro-libros de Napoleón

La Biblioteca de campaña de Napoleón era, principalmente, el conjunto de libros especialmente impresos destinados a acompañar al emperador en sus campañas militares. Napoleón llevaba consigo una biblioteca portátil durante sus campañas militares.
La voluntad de disponer de obras de consulta o literarias, para el aprendizaje, documentación o disfrute, está atestada desde la juventud de Napoleón. Una vez proclamado emperador, con importantes recursos económicos y legales, instituyó la creación de una biblioteca específica procurando satisfacer sus necesidades de lectura en plena campaña militar. Lejos de ciudades y bibliotecas importantes.

## Antecedentes
Napoleón Bonaparte no solo reformó Francia y triunfó en el campo de batalla, sino que también fue un apasionado de la lectura durante toda su vida, incluso se hizo pintar delante de su biblioteca. Esta tradición continuó durante la Quinta República. Desde sus años en la Academia Militar de Brienne hasta su exilio en Santa Elena, Napoleón nunca dejó de leer. Leyó libros de todo tipo: historia, ciencia, teatro, clásicos, poesía e incluso literatura contemporánea. Su curiosidad no tenía límites, su pasión era tan intensa que incluso en el campo de batalla llevaba consigo una micro-biblioteca muy bien surtida. Su bibliotecario Barbier anotó en sus cartas, que Napoleón rechazaba libros en castellano por no dominar el idioma, pero certificó su comprensión del catalán al encontrar anotaciones suyas en crónicas medievales catalanas durante la ocupación francesa en Barcelona (1808-1814).

## Conocimiento del catalán por parte de Napoleón
Napoleón demostró un interés peculiar por la lengua catalana durante la ocupación francesa de Cataluña (1808-1814). Según los informes de su lugarteniente Duhesme, que refuerzan el hecho de que, mientras ignoraba el castellano, comprendía el catalán lo suficiente como para usarlo estratégicamente, ya que el emperador:
- Conservó en su biblioteca personal ejemplares en catalán de las Crónicas del propio Jaime I, de Desclot, de Tomich y Muntaner, con anotaciones marginales en francés, donde escribía traducciones o destacaba pasajes sobre tácticas militares.
- Ordenó que las proclamas oficiales en Barcelona y Valencia se publicasen en catalán para ganar apoyo local.
- Subvencionó el periódico El Correo de Barcelona (1808-1810) en catalán y castellano, como herramienta propagandística.

## Detalles físicos

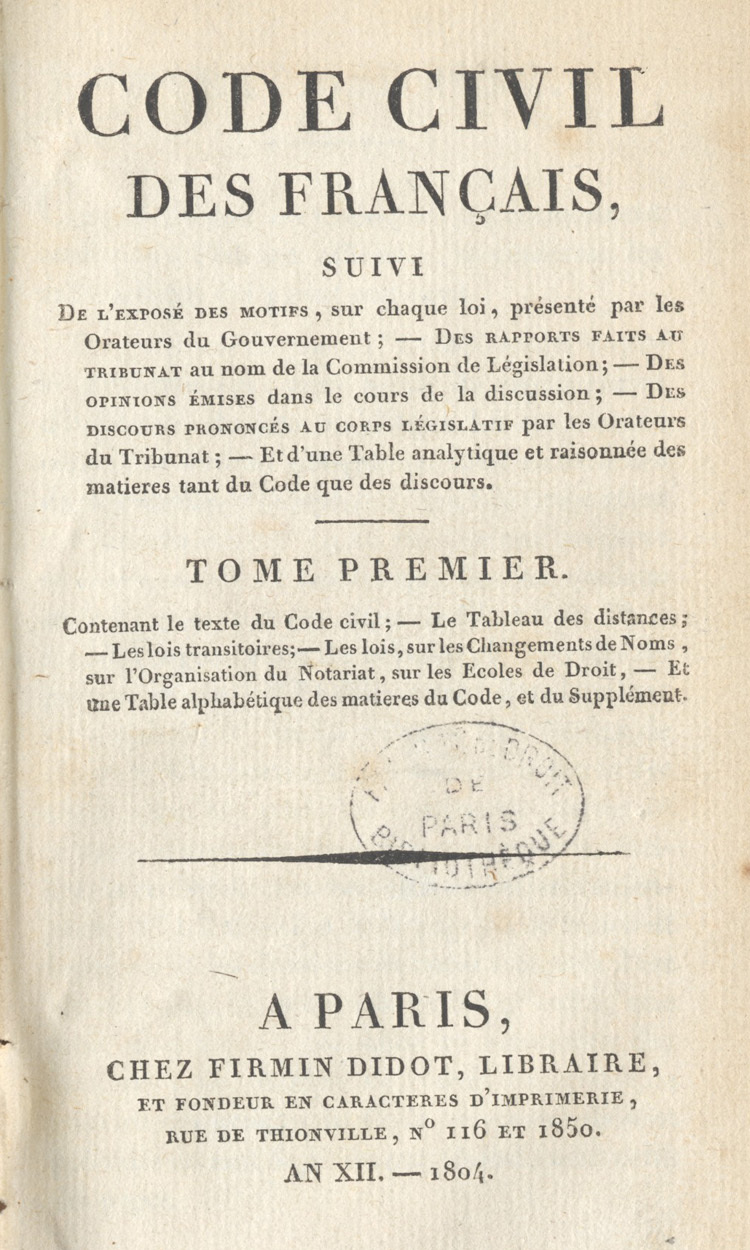
Muestra de tipografia Firmin Didot.

Las diferentes bibliotecas portátiles constaban de cajas llenas de libros. Para cada campaña se preparaban varias cajas (cada caja con unos 60 libros). Había cajas de madera de caoba forradas interiormente de terciopelo verde. También había cajas cajas de roble cubiertas de cuero, forradas interiormente también con terciopelo o cuero verde. Los formatos más utilizados fueron in-12 e in-18.  Los libros más pequeños (in-12) tenían un tamaño aproximado de 17,5x10,5 cm.  En cuanto al papel la impresión se hacía sobre papel vitela. Los libros estaban encuadernados en marroquín (cuero suave) y organizados con un sistema de catálogo numerado para acceso rápido.

## Biblioteca Miniaturizada (1803)
El 8 de julio de 1803, Napoleón encargó una biblioteca de 1,000 volúmenes en formato pequeño (12mo, ~15 cm de altura), sin márgenes para ahorrar espacio y fáciles de transportar. Los libros tenían cubiertas flexibles y lomos elásticos para mayor durabilidad. Éstas fueron las órdenes a su bibliotecario:

El Emperador desea que formes una biblioteca itinerante de mil volúmenes en letra pequeña de 12 mo e impresos con letra elegante. Es intención de Su Majestad imprimir estas obras para su uso especial, y para economizar espacio, no deben tener margen. Deberán contener de quinientas a seiscientas páginas, y estar encuadernadas con tapas lo más flexibles posible y con cierres abatibles. Deberá haber cuarenta obras sobre religión, cuarenta obras dramáticas, cuarenta volúmenes de épica y sesenta de poesía, cien novelas y sesenta volúmenes de historia; el resto serán memorias históricas de cada período.

En resumen, la colección incluía:
- 40 obras religiosas (Biblia, Corán).
- 40 obras dramáticas, 60 de poesía épica y otros 60 de poesía diversa.
- 100 novelas (Fielding, Richardson).
- 60 volúmenes de historia y memorias históricas

## Logística y Libreros
- El bibliotecario personal de Napoleón, Antoine-Alexandre Barbier, supervisaba la selección y transporte de los libros. Durante la campaña de Rusia (1812), se enviaron cajas reforzadas con hasta 3,000 volúmenes, aunque muchas se perdieron en la retirada de Moscú.[9]

## Comparación con la Tecnología Moderna
- Artículos como "Napoleon’s Kindle" (Open Culture) destacan que este sistema fue un precursor de los lectores de eBooks, diseñado para portabilidad y acceso rápido.[10]